# 斑尾狼綿鳚
斑尾狼綿鳚，為輻鰭魚綱鱸形目绵鳚亞目绵鳚科的其中一種，分布於西北太平洋區的日本海域，屬底棲性魚類，棲息深度在水深146至293公尺，本魚背鰭與臀鰭匯合到尾部 尾鰭狹窄且呈圓形；腹鰭細小，背鰭軟條85至102枚；臀鰭軟條74至89枚，喜砂泥底質海域，體長可達22.2公分。

## 扩展阅读
維基物種上的相關：斑尾狼綿鳚